# III Giochi olimpici giovanili invernali
I III Giochi Olimpici giovanili invernali (in francese: Les IIIe Jeux olympiques de la jeunesse d'hiver; in tedesco: Olympische Jugend-Winterspiele 2020; in italiano: III Giochi olimpici giovanili invernali; in romancio: Gieus olimpics da giuvenils d'enviern 2020) si sono disputati a Losanna, in Svizzera, dal 9 al 22 gennaio 2020. Alcune delle gare si sono svolte nel dipartimento di Giura in Francia.

## Assegnazione
Losanna ricevette l'assegnazione ufficiale il 31 luglio 2015. L'unica altra candidata era la città di Brașov, in Romania.
| Risultati della scelta della città organizzatrice | Risultati della scelta della città organizzatrice | Risultati della scelta della città organizzatrice |
| ------------------------------------------------- | ------------------------------------------------- | ------------------------------------------------- |
| Città                                             | Paese                                             | Voti                                              |
| Losanna                                           | Svizzera                                          | 71                                                |
| Brașov                                            | Romania                                           | 10                                                |

### Candidature non formalizzate
Alcune città dichiararono l'intenzione di candidarsi ad ospitare l'evento ma non ufficializzarono mai la proposta, tra queste:
- Lake Placid, USA
- Sofia, Bulgaria

## Sviluppo e preparazione

### Sedi di gara

#### Losanna
- Vaudoise Aréna: cerimonie di apertura e di chiusura, hockey su ghiaccio
- Medal Plaza (Quartier du Flon): cerimonie di premiazione
- Patinoire de Malley: pattinaggio di figura, short track

#### Giura, Francia
- Prémanon: Salto con gli sci, Biathlon, Combinata nordica

#### Altre località
- Champéry: Curling
- Le Brassus: Sci di fondo
- Les Diablerets: Sci alpino
- Leysin: Freestyle e snowboard (halfpipe e slopestyle)
- Sankt Moritz: Bob, pattinaggio di velocità, skeleton e slittino, cerimonie di premiazione[1]
- Villars-sur-Ollon: Freestyle (ski cross), snowboard (snowboard cross), sci alpinismo

## I Giochi

### Discipline
A questi terzi Giochi olimpici giovanili invernali gli sport praticati sono stati 16 e gli eventi 81. Hanno fatto il loro debutto lo sci alpinismo e la combinata nordica femminile.
- Biathlon (6)
- Bob (2)
- Combinata nordica (4)
- Curling (2)
- Freestyle (8)
- Hockey su ghiaccio (4)
- Pattinaggio di figura (5)
- Pattinaggio di velocità (7)
- Salto con gli sci (2)
- Sci alpinismo (5)
- Sci alpino (9)
- Sci di fondo (6)
- Short track (5)
- Skeleton (2)
- Slittino (5)
- Snowboard (9)

### Calendario degli eventi
| CA | Cerimonia di apertura | ● | Competizioni | 1 | Finali | CC | Cerimonia di chiusura |

| Gennaio                 | 9 Gio | 10 Ven | 11 Sab | 12 Dom | 13 Lun | 14 Mar | 15 Mer | 16 Gio | 17 Ven | 18 Sab | 19 Dom | 20 Lun | 21 Mar | 22 Mer | Eventi |
| ----------------------- | ----- | ------ | ------ | ------ | ------ | ------ | ------ | ------ | ------ | ------ | ------ | ------ | ------ | ------ | ------ |
| Ceremonie               | CA    |        |        |        |        |        |        |        |        |        |        |        |        | CC     |        |
| Biathlon                |       |        | 2      | 1      |        | 2      | 1      |        |        |        |        |        |        |        | 6      |
| Bob                     |       |        |        |        |        |        |        |        |        |        | 1      | 1      |        |        | 2      |
| Combinata nordica       |       |        |        |        |        |        |        |        |        | 2      |        | 1      |        | 1      | 4      |
| Curling                 |       | ●      | ●      | ●      | ●      | ●      | ●      | 1      |        | ●      | ●      | ●      | ●      | 1      | 2      |
| Freestyle               |       |        |        |        |        |        |        |        |        | 1      | 3      | 2      | ●      | 2      | 8      |
| Hockey su ghiaccio      |       | ●      | ●      | ●      | ●      | ●      | 2      |        | ●      | ●      | ●      | ●      | 1      | 1      | 4      |
| Pattinaggio di figura   |       | ●      | ●      | 2      | 2      |        | 1      |        |        |        |        |        |        |        | 5      |
| Pattinaggio di velocità |       |        |        | 2      | 2      |        | 1      | 2      |        |        |        |        |        |        | 7      |
| Salto con gli sci       |       |        |        |        |        |        |        |        |        |        | 2      |        |        |        | 2      |
| Sci alpinismo           |       | 2      |        |        | 2      | 1      |        |        |        |        |        |        |        |        | 5      |
| Sci alpino              |       | 2      | 2      | 1      | 1      | 2      | 1      |        |        |        |        |        |        |        | 9      |
| Sci di fondo            |       |        |        |        |        |        |        |        |        | 2      | 2      |        | 2      |        | 6      |
| Short track             |       |        |        |        |        |        |        |        |        | 2      |        | 2      |        | 1      | 5      |
| Skeleton                |       |        |        |        |        |        |        |        |        |        | 1      | 1      |        |        | 2      |
| Slittino                |       |        |        |        |        |        |        |        | 2      | 2      |        | 1      |        |        | 5      |
| Snowboard               |       |        |        |        |        |        |        |        |        | 1      | 1      | 2      | 3      | 2      | 9      |
| Totale finali           |       | 4      | 4      | 6      | 7      | 5      | 6      | 3      | 2      | 10     | 10     | 10     | 6      | 8      | 81     |
| Totale cumulato         |       | 4      | 8      | 14     | 21     | 26     | 32     | 35     | 37     | 47     | 57     | 67     | 73     | 81     |        |
| Gennaio                 | 9 Gio | 10 Ven | 11 Sab | 12 Dom | 13 Lun | 14 Mar | 15 Mer | 16 Gio | 17 Ven | 18 Sab | 19 Dom | 20 Lun | 21 Mar | 22 Mer | Eventi |

## Medagliere
Paese ospitante
| Pos.   | Paese         | Oro | Argento | Bronzo | Totale |
| ------ | ------------- | --- | ------- | ------ | ------ |
| 1      | Russia        | 10  | 11      | 8      | 29     |
| 2      | Svizzera      | 10  | 6       | 8      | 24     |
| 3      | Giappone      | 9   | 7       | 1      | 17     |
| -      | Squadra mista | 6   | 6       | 6      | 18     |
| 4      | Svezia        | 6   | 4       | 7      | 17     |
| 5      | Austria       | 6   | 2       | 5      | 13     |
| 6      | Germania      | 5   | 7       | 6      | 18     |
| 7      | Corea del Sud | 5   | 3       | -      | 8      |
| 8      | Norvegia      | 4   | 2       | 3      | 9      |
| 9      | Cina          | 3   | 3       | 4      | 10     |
| 10     | Francia       | 2   | 5       | 5      | 12     |
| 11     | Stati Uniti   | 2   | 3       | 6      | 11     |
| 12     | Italia        | 2   | 3       | 3      | 8      |
| 13     | Paesi Bassi   | 2   | 2       | 1      | 5      |
| 14     | Romania       | 2   | -       | -      | 2      |
| 15     | Canada        | 1   | 2       | 5      | 8      |
| 16     | Lettonia      | 1   | 2       | 2      | 5      |
| 17     | Rep. Ceca     | 1   | 2       | 1      | 4      |
| 18     | Finlandia     | 1   | 2       | -      | 3      |
| 19     | Spagna        | 1   | 1       | 3      | 5      |
| 20     | Australia     | 1   | -       | -      | 1      |
| 20     | Belgio        | 1   | -       | -      | 1      |
| 20     | Estonia       | 1   | -       | -      | 1      |
| 20     | Polonia       | 1   | -       | -      | 1      |
| 24     | Slovenia      | -   | 2       | -      | 2      |
| 25     | Israele       | -   | 1       | 1      | 2      |
| 25     | Slovacchia    | -   | 1       | 1      | 2      |
| 27     | Regno Unito   | -   | 1       | -      | 1      |
| 27     | Slovacchia    | -   | 1       | -      | 1      |
| 29     | Georgia       | -   | -       | 1      | 1      |
| 29     | Liechtenstein | -   | -       | 1      | 1      |
| 29     | Nuova Zelanda | -   | -       | 1      | 1      |
| 29     | Ucraina       | -   | -       | 1      | 1      |
| 29     | Bielorussia   | -   | -       | 1      | 1      |
| Totale | Totale        | 83  | 79      | 81     | 243    |